# Carl Pitzner
Carl Pitzner (* 20. Juni 1802 in Freising; † 22. Januar 1882 in München) war ein bayerischer Jurist und Abgeordneter.

## Werdegang
Pitzner schloss 1820 das (heutige) Wilhelmsgymnasium München ab und immatrikulierte sich im November 1820 an der Universität Landshut. Später war er kgl. Landrichter in Starnberg. Von 1849 bis 1855 gehörte er der Kammer der Abgeordneten des Bayerischen Landtags an.